# Нкъхау
Нкъхау, также Н!ксау (Nǃxau [ᵑǃχau], Нкъхау, 16 декабря 1944, Цумкве, Юго-Западная Африка — 5 июля 2003, Цумкве, Намибия), — намибийский фермер из бушменского племени жуцъоан. Стал знаменитым после того, как сыграл бушмена из Калахари Хихо в двух комедийных фильмах: «Наверное, боги сошли с ума» и его продолжении.

## Биография
Нкъхау жил на северо-западе Намибии, его родным языком было жуцъоанское наречие (Juǀʼhoan) языка юго-восточный къхонг, относящегося к языкам жу севернокойсанской семьи.
Он свободно говорил на бантуских языках гереро и тсвана, и немного на африкаанс. Настоящее имя актёра точно не известно. В разных источниках приводятся следующие варианты:
- Nǃxau[6] — если это запись в орфографии 1975 или 1994 годов, то это произносится как [ᵑǃχau], а по-русски записывается как Нкъхау[3];
- Gcao Coma[5] — это может быть запись в орфографии 1987 года, произносится как [ᶢǀao ǀoma], по-русски Гцъао Цъома;
- Gǃkau — это может быть запись в орфографии 1994 года, произносится как [ᶢǃʢau], по-русски Гкъау.

Режиссёр фильма «Боги, наверное, сошли с ума» Джэми Уйс нашёл его для съёмок в самом настоящем племени в Намибии. Нкъхау не помнил точно, сколько ему лет, и за всю жизнь до начала съёмок видел всего трёх белых людей, а поселение своего народа считал самым крупным населённым пунктом на свете.
Однако Нкъхау блестяще справился с возложенной на него задачей, и фильм стал популярным, собрав внушительные суммы во всём мире, что было прекрасным результатом для малобюджетного ботсвано-южноафриканского кино.
Однако сам Нкъхау за фильм получил гонорар, приблизительно равнявшийся 300 долларам США.
Он ещё не осознал значение денег, и позднее газеты писали, что он действительно выбросил их. Впрочем, за роль во втором фильме, который вышел спустя 9 лет, уже ознакомившийся с цивилизованным миром Нкъхау получил 600 000 южноафриканских рэндов (примерно 80 000 $). После успеха первых двух фильмов Нкъхау снялся ещё в трёх неофициальных продолжениях, снятых в Гонконге: «Crazy Safari», «Crazy Hong Kong» и «The Gods Must Be Funny in China».
После завершения кинокарьеры Нкъхау вернулся в Намибию, где на заработанные деньги построил дом и занялся разведением маиса и бананов, а также скотоводством.
В 2000 году крестился, став адвентистом седьмого дня. В июле 2003 года он не вернулся домой. Его тело было найдено позднее. Смерть наступила от естественных причин (хотя в ряде источников и упоминается, что Нкъхау всю жизнь страдал от туберкулёза).
11 июля 2003 года после традиционной церемонии его тело было похоронено в Цумкве рядом с могилой его второй жены.

## Фильмография
1. Наверное, боги сошли с ума (The Gods Must Be Crazy) (1980) — Xi
2. Наверное, боги сошли с ума 2 (The Gods Must Be Crazy II) (1989) — Xixo
3. Река Сучжоу (Fei zhou he shang) / Наверное, боги сошли с ума 3 (The Gods Must Be Crazy III) (1991) — N!xau The Bushman
4. Сумасшедший Гонконг (Heung Gong wun fung kwong) / Наверное, боги сошли с ума 4 (The Gods Must Be Crazy IV) (1993) — N!xau
5. Наверное, боги сошли с ума 5 (The Gods Must Be Crazy V) (1994) — N!xau
6. In Darkest Hollywood: Cinema and Apartheid (1993) — камео
7. В плену песков (A Far Off Place) (1993)[источник не указан 3419 дней]